# Luz María Bobadilla
Luz María Bobadilla (Asunción, 1 de agosto de 1963) es una guitarrista paraguaya, dedicada al género de la guitarra clásica.

## Infancia y juventud
Nacida en el paraguay de una familia de músicos, hija de Andrés Roberto Bobadilla, compositor e músicos de violín, piano, guitarra, acordeón y bandoneón, y de Marina Lelis Medina.
Tenía tan solo 15 años cuando ofreció su primer concierto como solista interpretando 20 obras en el auditorio del Colegio Teresiano, institución donde cursó sus estudios primarios y secundarios. A partir de 1977 tomó clases de piano, teoría y solfeo y flauta traversa en la Escuela Municipal de Arte. En 1980 culminó con máximas calificaciones sus estudios de Guitarra Clásica bajo la dirección de Felipe Sosa, obteniendo el título de profesora Superior.
Más tarde realizó cuatro años de perfeccionamiento con Cayo Sila Godoy, convirtiéndose en una de las pocas alumnas admitidas por el gran guitarrista, de quien recibió el impulso necesario para volcarse definitivamente a la guitarra. Paralelamente estudió armonía con el profesor José Luis Miranda.
En 1982 ingresó a la Universidad Católica "Nuestra Señora de la Asunción", donde culminó la carrera de la Licenciatura en Ciencias Contables, en 1987. A partir de ese mismo año comenzó una carrera internacional de magnitudes sorprendentes que la ubica en el más alto sitial entre los concertistas de guitarra del Paraguay.
Con el deseo de perfeccionar su arte tomó clases con Abel Carlevaro del Uruguay, José Martínez Zárate de la Argentina, Luis López de Chile (con quien dio clases de música renacentista para laúd), Alirio Díaz de Venezuela, Narciso Yepes de España y Leo Brower de Cuba, entre otros.
Su indiscutida calidad interpretativa y sus conocimientos de la obra de Agustín Pío Barrios, máximo compositor paraguayo para la guitarra clásica y uno de los más importantes del mundo, la llevó a dictar Clases Maestras en escuelas y universidades de música, entre otras la Universidad de Música de Costa Rica, la Escuela de Música de Brasilia, el Conservatorio Souza Lima de São Paulo (los dos últimos, centros del Brasil) el Aula Magna de la Universidad de Santiago de Chile, Chile.

## Premios y logros obtenidos
Fue invitada a programas radiales y televisivos de importantes cadenas y emisoras de nivel mundial tales como la Deutsche Welle, Radio Suiza Internacional, Radio Baviera Internacional, Radio Francia, Rede Globo, Rede Manchete.
Fue solista en orquestas sinfónicas y de cámara del Paraguay (Orquesta Sinfónica de la Ciudad de Asunción, Orquesta de solistas instrumentales “Arcos”, Orquesta de Cámara de Villarrica) y del extranjero (Fundación Orquesta Sinfónica de la Ciudad de Brasilia, Orquesta de Cámara de la ciudad de la Serena, Chile, y el Quinteto de Cuerdas y Flauta de la Orquesta Sinfónica de Quito, Ecuador), estrenando obras de compositores paraguayos como Luis Szarán y Florentín Giménez. 
Exploró las vastas posibilidades de la guitarra clásica, dejando testimonio de ello con sus diferentes grabaciones: el casete “Concierto en Re Mayor”, colección Florentín Giménez (1990), el disco de larga duración “Guitarra Clásica en concierto” (1991), el casete “Lo mejor de Agustín Barrios” (1992), el disco compacto “Homenaje a Mangoré” (1994) y el disco compacto “Luz e
en la guitarra” (1998).
Ha obtenido, el mérito a la excelencia de su carrera y de su trabajo, numerosas distinciones y reconocimientos en el Paraguay y fuera de él: 
- Primer premio en el concurso Homenaje a Agustín Barrios (1985),
- Medalla de Oro del Centro de Guitarra Clásica del Paraguay (1987),
- Finalista en el concurso Internacional de Guitarra de Belga (1990),
- Ciudadana Ilustre, otorgado por el Municipio de Fernando de la Mora, Paraguay,
- Joven Sobresaliente por la Cámara Junior de Asunción (1995).

Fue calificada por la prensa internacional como una intérprete de exquisita sensibilidad y exhaustivo dominio técnico, realizó numerosos conciertos en las más importantes salas y teatros de países de América y Europa, y participó de numerosos Festivales Internacionales alrededor del mundo.
Llevó sus interpretaciones a célebres escenarios de Londres, París, Ámsterdam, Berlín, Roma, Bruselas, Estocolmo, Madrid, Ginebra, Lisboa, Washington, México D.F., La Habana, Caracas, Bogotá, São Paulo y Buenos Aires. De sus manos la guitarra clásica paraguaya ha brillado en ciudades tan distantes como Moscú, El Cairo y Tel Aviv.
Ha sido elogiada por la revista especializada Classical Guitar de Londres como dueña de una “extraordinaria e impetuosa interpretación” (Edición Junio/2000). 
Sus ejecuciones quedaron plasmadas en los álbumes: “Homenaje a Agustín Barrios”, “Luz en la Guitarra”, “Paraguay con Cuore d’ Italia” grabado conjuntamente con el maestro del arpa Nicolás Caballero, y “Retratos de América”, que incluye como primicia internacional la “Suite Mangoré", para guitarra y Orquesta de Cámara, del Florentín Giménez.

## Distinciones
Luz María Bobadilla es la única guitarrista paraguaya que ha sido distinguida internacionalmente como:
| Año   | Actividad |
| ----- | --- |
| 1992. | “Visitante Distinguido” por la Alcaldía de Maracaibo, Venezuela. Otorgado en el marco del Festival Mundial de las Artes.                                                                                                 |
| 1994  | “Huésped de Honor” del VII Concurso y Festival Internacional de La Habana, Cuba, otorgado por el Instituto Cubano de la Música y el presidente del Festival: Leo Brouwer por su extraordinario desempeño en el Festival. |
| 1995  | “Artista representativa de América” por el Círculo Femenino de las Naciones Unidas, en Ginebra, Suiza. |
| 1996  | “Distinguished Visitor” otorgado por el Condado de Dade del Estado de Florida, Estados Unidos. |
| 1997  | “Miembro inaugural en representación de América Latin, en "The Americas Project” seleccionada por la Rice University de Houston, Texas, por su relevancia y significación artística.                                     |
| 2003  | “Hija Dilecta de la Ciudad de Asunción”, por la Municipalidad de Asunción, Paraguay. Fue la primera guitarrista clásica del Paraguay en recibir este reconocimiento conjuntamente con Cayo Sila Godoy.                   |
| 2003  | “Artista Internacional del Año” con el galardón Medalla de Oro por el International Biographical Centre de Cambridge, Inglaterra.                                                                                        |
Desarrolló una intensa actividad docente y de difusión de la música y la guitarra, enseñando en el Conservatorio Nacional de Música, desempeñándose como jefa del área de guitarra en el conservatorio “Agustín Barrios” del Instituto Municipal de Arte.
Dirige la Escuela de Guitarra “Luz María Bobadilla” y conduce el programa “Guitarra y Luz” que se difunde por 107.7 FM Concert de Asunción desde el año 1998; además, es presidenta de la Asociación de Guitarristas Paraguayos y vicepresidenta de Juventudes Musicales.